# Lanceur du mois
Le lanceur du mois est un prix de la Ligue majeure de baseball. Il récompense le lanceur ayant offert les meilleures performances à chaque mois de la saison de baseball. Le prix est remis depuis 1975 dans la Ligue nationale. L'autre composante du baseball majeur, la Ligue américaine, emboîte le pas en 1979 et le prix est depuis remis 6 fois par année, d'avril à septembre, par chacune des deux ligues.
Roger Clemens (15) et Greg Maddux (10) sont les lanceurs l'ayant remporté le plus grand nombre de fois.

## Gagnants
Le nombre entre parenthèses indique les gagnants multiples.

### 1975-1978

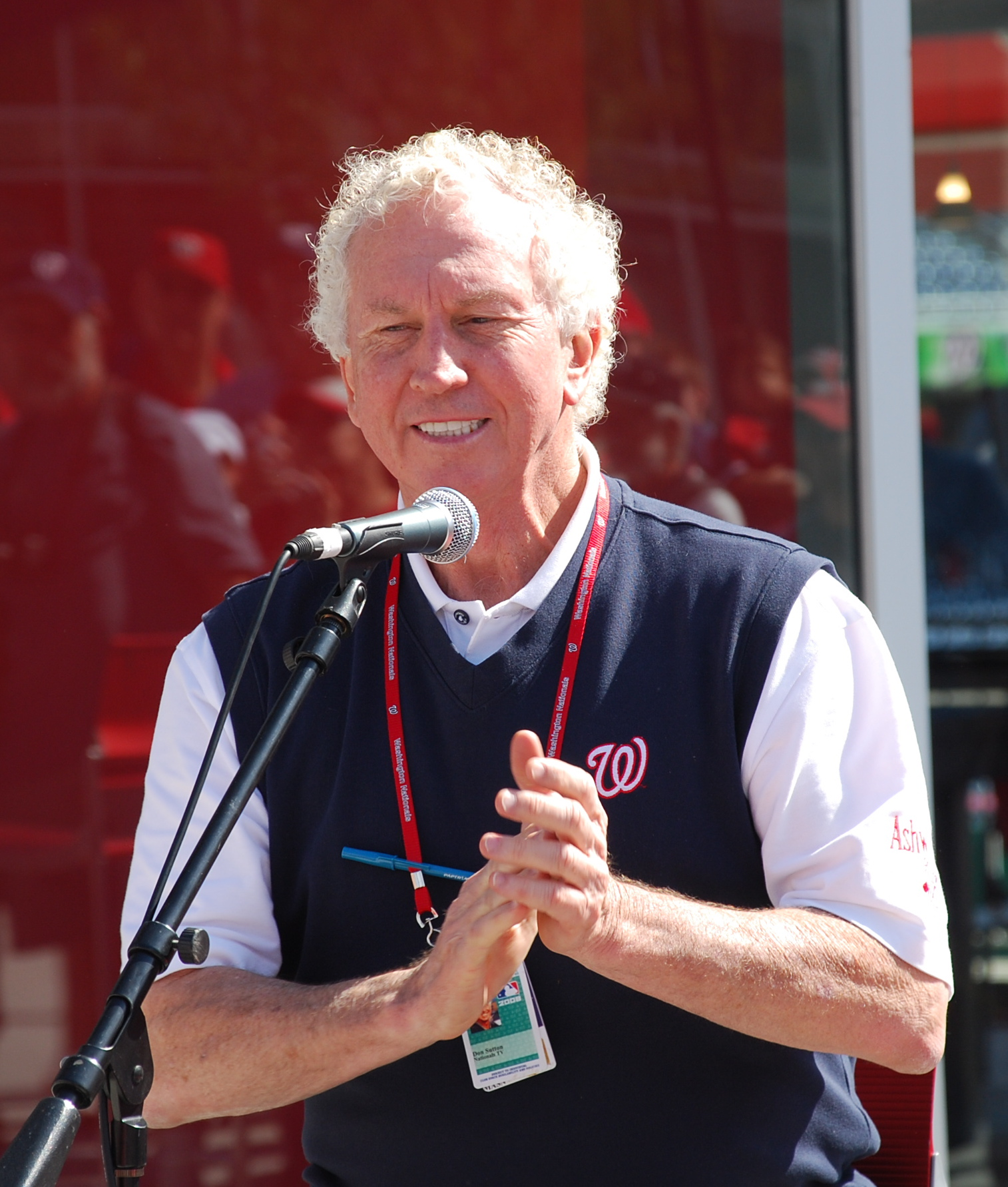
En avril et mai 1975, Don Sutton remporte les deux premiers prix de lanceur du mois.

| Année | Mois      | Ligue nationale   | Équipe                   |
| ----- | --------- | ----------------- | ------------------------ |
| 1975  | Avril     | Don Sutton        | Dodgers de Los Angeles   |
| 1975  | Mai       | Don Sutton (2)    | Dodgers de Los Angeles   |
| 1975  | Juin      | Tom Seaver        | Mets de New York         |
| 1975  | Juillet   | Al Hrabosky       | Cardinals de Saint-Louis |
| 1975  | Août      | Burt Hooton       | Dodgers de Los Angeles   |
| 1975  | Septembre | Burt Hooton (2)   | Dodgers de Los Angeles   |
| 1976  | Avril     | Randy Jones       | Padres de San Diego      |
| 1976  | Mai       | Randy Jones (2)   | Padres de San Diego      |
| 1976  | Juin      | Andy Messersmith  | Braves d'Atlanta         |
| 1976  | Juillet   | Jerry Koosman     | Mets de New York         |
| 1976  | Août      | Ray Burris        | Cubs de Chicago          |
| 1976  | Septembre | Don Sutton (3)    | Dodgers de Los Angeles   |
| 1977  | Avril     | Tom Seaver (2)    | Mets de New York         |
| 1977  | Mai       | Bruce Sutter      | Cubs de Chicago          |
| 1977  | Juin      | Rick Reuschel     | Cubs de Chicago          |
| 1977  | Juillet   | Rick Reuschel     | Cubs de Chicago          |
| 1977  | Août      | Tom Seaver (3)    | Reds de Cincinnati       |
| 1977  | Septembre | Larry Christenson | Phillies de Philadelphie |
| 1978  | Avril     | Ross Grimsley     | Expos de Montréal        |
| 1978  | Mai       | Bob Knepper       | Giants de San Francisco  |
| 1978  | Juin      | Vida Blue         | Giants de San Francisco  |
| 1978  | Juillet   | J. R. Richard     | Astros de Houston        |
| 1978  | Août      | Kent Tekulve      | Pirates de Pittsburgh    |
| 1978  | Septembre | Gaylord Perry     | Padres de San Diego      |

### 1979-1989

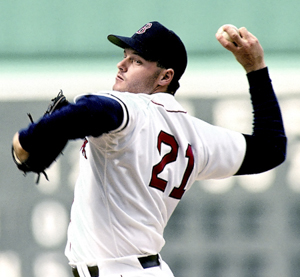
Roger Clemens, ici photographié en 1990, a gagné le prix à 15 reprises, un record.

| Année | Mois      | Ligue nationale                                               | Équipe                                                        | Ligue américaine                                              | Équipe                                                        |                                                               |
| ----- | --------- | ------------------------------------------------------------- | ------------------------------------------------------------- | ------------------------------------------------------------- | ------------------------------------------------------------- | ------------------------------------------------------------- |
| 1979  | Avril     | Ken Forsch                                                    | Astros de Houston                                             | Tommy John                                                    | Yankees de New York                                           |                                                               |
| 1979  | Mai       | Joe Niekro                                                    | Astros de Houston                                             | Jim Kern                                                      | Rangers du Texas                                              |                                                               |
| 1979  | Juin      | Joaquín Andújar                                               | Astros de Houston                                             | Mark Clear                                                    | Angels de la Californie                                       |                                                               |
| 1979  | Juillet   | Dick Tidrow                                                   | Cubs de Chicago                                               | Sid Monge                                                     | Indians de Cleveland                                          |                                                               |
| 1979  | Août      | Rick Reuschel (3)                                             | Cubs de Chicago                                               | Rick Langford                                                 | Athletics d'Oakland                                           |                                                               |
| 1979  | Septembre | J. R. Richard (2)                                             | Astros de Houston                                             | Goose Gossage                                                 | Yankees de New York                                           |                                                               |
| 1980  | Avril     | J. R. Richard (3)                                             | Astros de Houston                                             | Dave Stieb                                                    | Blue Jays de Toronto                                          |                                                               |
| 1980  | Mai       | Steve Carlton                                                 | Phillies de Philadelphie                                      | Chuck Rainey                                                  | Red Sox de Boston                                             |                                                               |
| 1980  | Juin      | Jerry Reuss                                                   | Dodgers de Los Angeles                                        | Steve Stone                                                   | Orioles de Baltimore                                          |                                                               |
| 1980  | Juillet   | Pat Zachry                                                    | Mets de New York                                              | Larry Gura                                                    | Royals de Kansas City                                         |                                                               |
| 1980  | Août      | Rick Reuschel (4)                                             | Cubs de Chicago                                               | Bob Stanley                                                   | Red Sox de Boston                                             |                                                               |
| 1980  | Septembre | Marty Bystrom                                                 | Phillies de Philadelphie                                      | Tim Stoddard                                                  | Orioles de Baltimore                                          |                                                               |
| 1981  | Avril     | Fernando Valenzuela                                           | Dodgers de Los Angeles                                        | Matt Keough                                                   | Athletics d'Oakland                                           |                                                               |
| 1981  | Mai       | Charlie Lea                                                   | Expos de Montréal                                             | Matt Clear (2)                                                | Red Sox de Boston                                             |                                                               |
| 1981  | Juin      | Saison suspendue par la grève des Ligues majeures de baseball | Saison suspendue par la grève des Ligues majeures de baseball | Saison suspendue par la grève des Ligues majeures de baseball | Saison suspendue par la grève des Ligues majeures de baseball | Saison suspendue par la grève des Ligues majeures de baseball |
| 1981  | Juillet   | Saison suspendue par la grève des Ligues majeures de baseball | Saison suspendue par la grève des Ligues majeures de baseball | Saison suspendue par la grève des Ligues majeures de baseball | Saison suspendue par la grève des Ligues majeures de baseball | Saison suspendue par la grève des Ligues majeures de baseball |
| 1981  | Août      | Rick Camp Ed Whitson                                          | Braves d'Atlanta Giants de San Francisco                      | Ron Guidry                                                    | Yankees de New York                                           |                                                               |
| 1981  | Septembre | Tom Seaver (4)                                                | Reds de Cincinnati                                            | Dennis Martínez Larry Gura (2)                                | Orioles de Baltimore Royals de Kansas City                    |                                                               |
| 1982  | Avril     | Steve Rogers                                                  | Expos de Montréal                                             | Geoff Zahn                                                    | Angels de la Californie                                       |                                                               |
| 1982  | Mai       | Dick Ruthven                                                  | Phillies de Philadelphie                                      | LaMarr Hoyt                                                   | White Sox de Chicago                                          |                                                               |
| 1982  | Juin      | Steve Howe                                                    | Dodgers de Los Angeles                                        | Jim Beattie (en)                                              | Mariners de Seattle                                           |                                                               |
| 1982  | Juillet   | John Candelaria                                               | Pirates de Pittsburgh                                         | Tippy Martinez                                                | Orioles de Baltimore                                          |                                                               |
| 1982  | Août      | Nolan Ryan                                                    | Astros de Houston                                             | Jim Palmer                                                    | Orioles de Baltimore                                          |                                                               |
| 1982  | Septembre | Joaquín Andújar (2)                                           | Cardinals de Saint-Louis                                      | Rick Sutcliffe                                                | Indians de Cleveland                                          |                                                               |
| 1983  | Avril     | Pascual Pérez                                                 | Braves d'Atlanta                                              | Rick Honeycutt                                                | Rangers du Texas                                              |                                                               |
| 1983  | Mai       | Bill Laskey                                                   | Giants de San Francisco                                       | Dave Stieb (2)                                                | Blue Jays de Toronto                                          |                                                               |
| 1983  | Juin      | Burt Hooton (3)                                               | Dodgers de Los Angeles                                        | Charlie Hough                                                 | Rangers du Texas                                              |                                                               |
| 1983  | Juillet   | Joe Price                                                     | Reds de Cincinnati                                            | Scott McGregor                                                | Orioles de Baltimore                                          |                                                               |
| 1983  | Août      | Jesse Orosco                                                  | Mets de New York                                              | Jack Morris                                                   | Tigers de Détroit                                             |                                                               |
| 1983  | Septembre | John Denny                                                    | Phillies de Philadelphie                                      | Richard Dotson                                                | White Sox de Chicago                                          |                                                               |
| 1984  | Avril     | Rick Honeycutt (2)                                            | Dodgers de Los Angeles                                        | Jack Morris (2)                                               | Tigers de Détroit                                             |                                                               |
| 1984  | Mai       | Nolan Ryan (2)                                                | Astros de Houston                                             | Mike Boddicker                                                | Orioles de Baltimore                                          |                                                               |
| 1984  | Juin      | Ron Darling                                                   | Mets de New York                                              | Charlie Hough (2)                                             | Rangers du Texas                                              |                                                               |
| 1984  | Juillet   | Orel Hershiser                                                | Dodgers de Los Angeles                                        | Willie Hernández                                              | Tigers de Détroit                                             |                                                               |
| 1984  | Août      | Rick Sutcliffe (2)                                            | Cubs de Chicago                                               | Roger Clemens                                                 | Red Sox de Boston                                             |                                                               |
| 1984  | Septembre | Dwight Gooden                                                 | Mets de New York                                              | Doyle Alexander                                               | Blue Jays de Toronto                                          |                                                               |
| 1985  | Avril     | Fernando Valenzuela (2)                                       | Dodgers de Los Angeles                                        | Charlie Leibrandt                                             | Royals de Kansas City                                         |                                                               |
| 1985  | Mai       | Andy Hawkins                                                  | Padres de San Diego                                           | Dave Stieb (3)                                                | Blue Jays de Toronto                                          |                                                               |
| 1985  | Juin      | John Tudor                                                    | Cardinals de Saint-Louis                                      | Jay Howell                                                    | Athletics d'Oakland                                           |                                                               |
| 1985  | Juillet   | Fernando Valenzuela (3)                                       | Dodgers de Los Angeles                                        | Bret Saberhagen                                               | Royals de Kansas City                                         |                                                               |
| 1985  | Août      | Shane Rawley                                                  | Phillies de Philadelphie                                      | Dave Righetti                                                 | Yankees de New York                                           |                                                               |
| 1985  | Septembre | Dwight Gooden (2)                                             | Mets de New York                                              | Charlie Leibrandt (2)                                         | Royals de Kansas City                                         |                                                               |
| 1986  | Avril     | Dwight Gooden (3)                                             | Mets de New York                                              | Roger Clemens (2)                                             | Red Sox de Boston                                             |                                                               |
| 1986  | Mai       | Jeff Reardon                                                  | Expos de Montréal                                             | Don Aase                                                      | Orioles de Baltimore                                          |                                                               |
| 1986  | Juin      | Rick Rhoden                                                   | Pirates de Pittsburgh                                         | Roger Clemens (3)                                             | Red Sox de Boston                                             |                                                               |
| 1986  | Juillet   | Todd Worrell                                                  | Cardinals de Saint-Louis                                      | Jack Morris (3)                                               | Tigers de Détroit                                             |                                                               |
| 1986  | Août      | Bill Gullickson                                               | Reds de Cincinnati                                            | Mike Witt                                                     | Angels de la Californie                                       |                                                               |
| 1986  | Septembre | Mike Krukow                                                   | Giants de San Francisco                                       | Bruce Hurst                                                   | Red Sox de Boston                                             |                                                               |
| 1987  | Avril     | Sid Fernandez                                                 | Mets de New York                                              | Bret Saberhagen (2)                                           | Royals de Kansas City                                         |                                                               |
| 1987  | Mai       | Steve Bedrosian                                               | Phillies de Philadelphie                                      | Jim Clancy                                                    | Blue Jays de Toronto                                          |                                                               |
| 1987  | Juin      | Orel Hershiser (2)                                            | Dodgers de Los Angeles                                        | Steve Ontiveros                                               | Athletics d'Oakland                                           |                                                               |
| 1987  | Juillet   | Floyd Youmans                                                 | Expos de Montréal                                             | Frank Viola                                                   | Twins du Minnesota                                            |                                                               |
| 1987  | Août      | Doug Drabek                                                   | Pirates de Pittsburgh                                         | Mark Langston                                                 | Mariners de Seattle                                           |                                                               |
| 1987  | Septembre | Pascual Pérez (2)                                             | Expos de Montréal                                             | Doyle Alexander (2)                                           | Tigers de Détroit                                             |                                                               |
| 1988  | Avril     | Orel Hershiser (3)                                            | Dodgers de Los Angeles                                        | Dave Stewart                                                  | Athletics d'Oakland                                           |                                                               |
| 1988  | Mai       | David Cone                                                    | Mets de New York                                              | Frank Viola (2)                                               | Twins du Minnesota                                            |                                                               |
| 1988  | Juin      | Greg Maddux                                                   | Cubs de Chicago                                               | Mark Gubicza                                                  | Royals de Kansas City                                         |                                                               |
| 1988  | Juillet   | John Franco                                                   | Reds de Cincinnati                                            | Roger Clemens (4)                                             | Red Sox de Boston                                             |                                                               |
| 1988  | Août      | Danny Jackson                                                 | Reds de Cincinnati                                            | Mark Langston (2)                                             | Mariners de Seattle                                           |                                                               |
| 1988  | Septembre | Orel Hershiser (4)                                            | Dodgers de Los Angeles                                        | Bruce Hurst (2)                                               | Red Sox de Boston                                             |                                                               |
| 1989  | Avril     | Mark Davis                                                    | Padres de San Diego                                           | Jeff Ballard                                                  | Orioles de Baltimore                                          |                                                               |
| 1989  | Mai       | Rick Reuschel (5)                                             | Giants de San Francisco                                       | Chuck Finley                                                  | Angels de la Californie                                       |                                                               |
| 1989  | Juin      | Mike Scott                                                    | Astros de Houston                                             | Mark Gubicza (2)                                              | Royals de Kansas City                                         |                                                               |
| 1989  | Juillet   | Mark Langston (3)                                             | Expos de Montréal                                             | Mike Moore                                                    | Athletics d'Oakland                                           |                                                               |
| 1989  | Août      | Tom Browning                                                  | Reds de Cincinnati                                            | Bret Saberhagen (3)                                           | Royals de Kansas City                                         |                                                               |
| 1989  | Septembre | Tim Belcher                                                   | Dodgers de Los Angeles                                        | Bret Saberhagen (4)                                           | Royals de Kansas City                                         |                                                               |

### 1990-1999

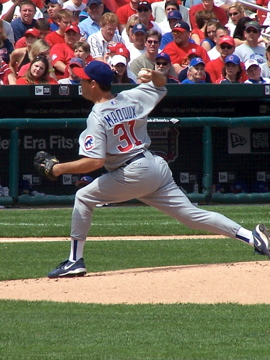
Greg Maddux, élu au Temple de la renommée du baseball, est le seul lanceur à avoir reçu 10 fois le prix en Ligue nationale.

| Année | Mois      | Ligue nationale                                                    | Équipe                                                             | Ligue américaine                                                   | Équipe                                                             |                                                                    |
| ----- | --------- | ------------------------------------------------------------------ | ------------------------------------------------------------------ | ------------------------------------------------------------------ | ------------------------------------------------------------------ | ------------------------------------------------------------------ |
| 1990  | Avril     | John Tudor (2)                                                     | Cardinals de Saint-Louis                                           | Dave Stewart (2)                                                   | Athletics d'Oakland                                                |                                                                    |
| 1990  | Mai       | Jack Armstrong                                                     | Reds de Cincinnati                                                 | Bobby Thigpen                                                      | White Sox de Chicago                                               |                                                                    |
| 1990  | Juin      | Ramón Martinez                                                     | Dodgers de Los Angeles                                             | Randy Johnson                                                      | Mariners de Seattle                                                |                                                                    |
| 1990  | Juillet   | Danny Darwin Doug Drabek (2)                                       | Astros de Houston Pirates de Pittsburgh                            | Chuck Finley (2) Bobby Witt                                        | Angels de la Californie Rangers du Texas                           |                                                                    |
| 1990  | Août      | Doug Drabek (3)                                                    | Pirates de Pittsburgh                                              | Roger Clemens (5)                                                  | Red Sox de Boston                                                  |                                                                    |
| 1990  | Septembre | Dwight Gooden (4)                                                  | Mets de New York                                                   | Dave Stewart (3)                                                   | Athletics d'Oakland                                                |                                                                    |
| 1991  | Avril     | Lee Smith                                                          | Cardinals de Saint-Louis                                           | Roger Clemens (6)                                                  | Red Sox de Boston                                                  |                                                                    |
| 1991  | Mai       | Tom Glavine                                                        | Braves d'Atlanta                                                   | Scott Erickson                                                     | Twins du Minnesota                                                 |                                                                    |
| 1991  | Juin      | Rob Dibble                                                         | Reds de Cincinnati                                                 | Jack Morris (4)                                                    | Twins du Minnesota                                                 |                                                                    |
| 1991  | Juillet   | Dennis Martínez (2)                                                | Expos de Montréal                                                  | Bill Krueger                                                       | Mariners de Seattle                                                |                                                                    |
| 1991  | Août      | Mitch Williams                                                     | Phillies de Philadelphie                                           | Kevin Tapani                                                       | Twins du Minnesota                                                 |                                                                    |
| 1991  | Septembre | Chris Nabholz                                                      | Expos de Montréal                                                  | Roger Clemens (7)                                                  | Red Sox de Boston                                                  |                                                                    |
| 1992  | Avril     | Bill Swift                                                         | Giants de San Francisco                                            | Bill Krueger (2)                                                   | Twins du Minnesota                                                 |                                                                    |
| 1992  | Mai       | Mike Morgan                                                        | Cubs de Chicago                                                    | Roger Clemens (8)                                                  | Red Sox de Boston                                                  |                                                                    |
| 1992  | Juin      | Randy Tomlin                                                       | Pirates de Pittsburgh                                              | John Smiley                                                        | Twins du Minnesota                                                 |                                                                    |
| 1992  | Juillet   | Tom Glavine (2)                                                    | Braves d'Atlanta                                                   | Kevin Appier                                                       | Royals de Kansas City                                              |                                                                    |
| 1992  | Août      | Dennis Martínez (3)                                                | Expos de Montréal                                                  | Roger Clemens (9)                                                  | Red Sox de Boston                                                  |                                                                    |
| 1992  | Septembre | José Rijo                                                          | Reds de Cincinnati                                                 | Cal Eldred                                                         | Brewers de Milwaukee                                               |                                                                    |
| 1993  | Avril     | Ken Hill                                                           | Expos de Montréal                                                  | Jimmy Key                                                          | Yankees de New York                                                |                                                                    |
| 1993  | Mai       | Tommy Greene                                                       | Phillies de Philadelphie                                           | Danny Darwin (2)                                                   | Red Sox de Boston                                                  |                                                                    |
| 1993  | Juin      | Darryl Kile Chris Hammond                                          | Astros de Houston Marlins de la Floride                            | Rick Aguilera                                                      | Twins du Minnesota                                                 |                                                                    |
| 1993  | Juillet   | Bill Swift (2)                                                     | Giants de San Francisco                                            | Fernando Valenzuela (4)                                            | Orioles de Baltimore                                               |                                                                    |
| 1993  | Août      | Greg Maddux (2)                                                    | Braves d'Atlanta                                                   | Bill Gullickson (2)                                                | Tigers de Détroit                                                  |                                                                    |
| 1993  | Septembre | John Wetteland                                                     | Expos de Montréal                                                  | Wilson Álvarez                                                     | White Sox de Chicago                                               |                                                                    |
| 1994  | Avril     | Bob Tewksbury                                                      | Cardinals de Saint-Louis                                           | Ben McDonald                                                       | Orioles de Baltimore                                               |                                                                    |
| 1994  | Mai       | Doug Drabek (4)                                                    | Astros de Houston                                                  | David Cone (2)                                                     | Royals de Kansas City                                              |                                                                    |
| 1994  | Juin      | Bobby Muñoz                                                        | Phillies de Philadelphie                                           | Cal Eldred (2)                                                     | Brewers de Milwaukee                                               |                                                                    |
| 1994  | Juillet   | Bret Saberhagen (5)                                                | Mets de New York                                                   | Alex Fernandez                                                     | White Sox de Chicago                                               |                                                                    |
| 1994  | Août      | Fin de saison annulée par la grève des Ligues majeures de baseball | Fin de saison annulée par la grève des Ligues majeures de baseball | Fin de saison annulée par la grève des Ligues majeures de baseball | Fin de saison annulée par la grève des Ligues majeures de baseball | Fin de saison annulée par la grève des Ligues majeures de baseball |
| 1994  | Septembre | Fin de saison annulée par la grève des Ligues majeures de baseball | Fin de saison annulée par la grève des Ligues majeures de baseball | Fin de saison annulée par la grève des Ligues majeures de baseball | Fin de saison annulée par la grève des Ligues majeures de baseball | Fin de saison annulée par la grève des Ligues majeures de baseball |
| 1995  | Avril     | Début de saison retardé par la grève de l'année précédente         | Début de saison retardé par la grève de l'année précédente         | Début de saison retardé par la grève de l'année précédente         | Début de saison retardé par la grève de l'année précédente         | Début de saison retardé par la grève de l'année précédente         |
| 1995  | Mai       | Heathcliff Slocumb                                                 | Phillies de Philadelphie                                           | Kenny Rogers                                                       | Rangers du Texas                                                   |                                                                    |
| 1995  | Juin      | Hideo Nomo                                                         | Dodgers de Los Angeles                                             | Kevin Appier (2)                                                   | Royals de Kansas City                                              |                                                                    |
| 1995  | Juillet   | Greg Maddux (3)                                                    | Braves d'Atlanta                                                   | Tim Wakefield                                                      | Red Sox de Boston                                                  |                                                                    |
| 1995  | Août      | Sid Fernandez (2)                                                  | Phillies de Philadelphie                                           | Erik Hanson                                                        | Red Sox de Boston                                                  |                                                                    |
| 1995  | Septembre | Greg Maddux (4)                                                    | Braves d'Atlanta                                                   | Norm Charlton                                                      | Mariners de Seattle                                                |                                                                    |
| 1996  | Avril     | John Smoltz                                                        | Braves d'Atlanta                                                   | Juan Guzmán                                                        | Blue Jays de Toronto                                               |                                                                    |
| 1996  | Mai       | John Smoltz (2)                                                    | Braves d'Atlanta                                                   | Charles Nagy                                                       | Indians de Cleveland                                               |                                                                    |
| 1996  | Juin      | Jeff Fassero                                                       | Expos de Montréal                                                  | Orel Hershiser (5)                                                 | Indians de Cleveland                                               |                                                                    |
| 1996  | Juillet   | Jeff Fassero (2)                                                   | Expos de Montréal                                                  | Pat Hentgen                                                        | Blue Jays de Toronto                                               |                                                                    |
| 1996  | Août      | Kevin Brown                                                        | Marlins de la Floride                                              | Pat Hentgen (2)                                                    | Blue Jays de Toronto                                               |                                                                    |
| 1996  | Septembre | Hideo Nomo (2)                                                     | Dodgers de Los Angeles                                             | Charles Nagy                                                       | Indians de Cleveland                                               |                                                                    |
| 1997  | Avril     | Tom Glavine (3)                                                    | Braves d'Atlanta                                                   | Andy Pettitte                                                      | Yankees de New York                                                |                                                                    |
| 1997  | Mai       | Bobby Jones                                                        | Mets de New York                                                   | Roger Clemens (10)                                                 | Blue Jays de Toronto                                               |                                                                    |
| 1997  | Juin      | Kent Mercker                                                       | Reds de Cincinnati                                                 | Randy Johnson (2)                                                  | Mariners de Seattle                                                |                                                                    |
| 1997  | Juillet   | Darryl Kile (2)                                                    | Astros de Houston                                                  | Chuck Finley (3) Brad Radke                                        | Angels d'Anaheim Twins du Minnesota                                |                                                                    |
| 1997  | Août      | Pedro Martínez                                                     | Expos de Montréal                                                  | Roger Clemens (11)                                                 | Blue Jays de Toronto                                               |                                                                    |
| 1997  | Septembre | Jeff Shaw                                                          | Reds de Cincinnati                                                 | Jeff Fassero (3)                                                   | Mariners de Seattle                                                |                                                                    |
| 1998  | Avril     | Tom Glavine (4)                                                    | Braves d'Atlanta                                                   | Chuck Finley (4)                                                   | Angels d'Anaheim                                                   |                                                                    |
| 1998  | Mai       | Orel Hershiser (6)                                                 | Giants de San Francisco                                            | Hideki Irabu                                                       | Yankees de New York                                                |                                                                    |
| 1998  | Juin      | Greg Maddux (5)                                                    | Braves d'Atlanta                                                   | Bartolo Colón                                                      | Indians de Cleveland                                               |                                                                    |
| 1998  | Juillet   | Park Chan-ho                                                       | Dodgers de Los Angeles                                             | David Cone (3)                                                     | Yankees de New York                                                |                                                                    |
| 1998  | Août      | Randy Johnson (3)                                                  | Astros de Houston                                                  | Roger Clemens (12)                                                 | Blue Jays de Toronto                                               |                                                                    |
| 1998  | Septembre | Randy Johnson (4)                                                  | Astros de Houston                                                  | Rick Helling                                                       | Rangers du Texas                                                   |                                                                    |
| 1999  | Avril     | John Smoltz (3)                                                    | Braves d'Atlanta                                                   | Pedro Martínez (2)                                                 | Red Sox de Boston                                                  |                                                                    |
| 1999  | Mai       | Curt Schilling                                                     | Phillies de Philadelphie                                           | Pedro Martínez (3)                                                 | Red Sox de Boston                                                  |                                                                    |
| 1999  | Juin      | Al Leiter                                                          | Mets de New York                                                   | Pedro Martínez (4)                                                 | Red Sox de Boston                                                  |                                                                    |
| 1999  | Juillet   | Randy Johnson (5)                                                  | Diamondbacks de l'Arizona                                          | Hideki Irabu (2)                                                   | Yankees de New York                                                |                                                                    |
| 1999  | Août      | Greg Maddux (6)                                                    | Braves d'Atlanta                                                   | Mariano Rivera                                                     | Yankees de New York                                                |                                                                    |
| 1999  | Septembre | Denny Neagle                                                       | Braves d'Atlanta                                                   | Pedro Martínez (5)                                                 | Red Sox de Boston                                                  |                                                                    |

### 2000-2009

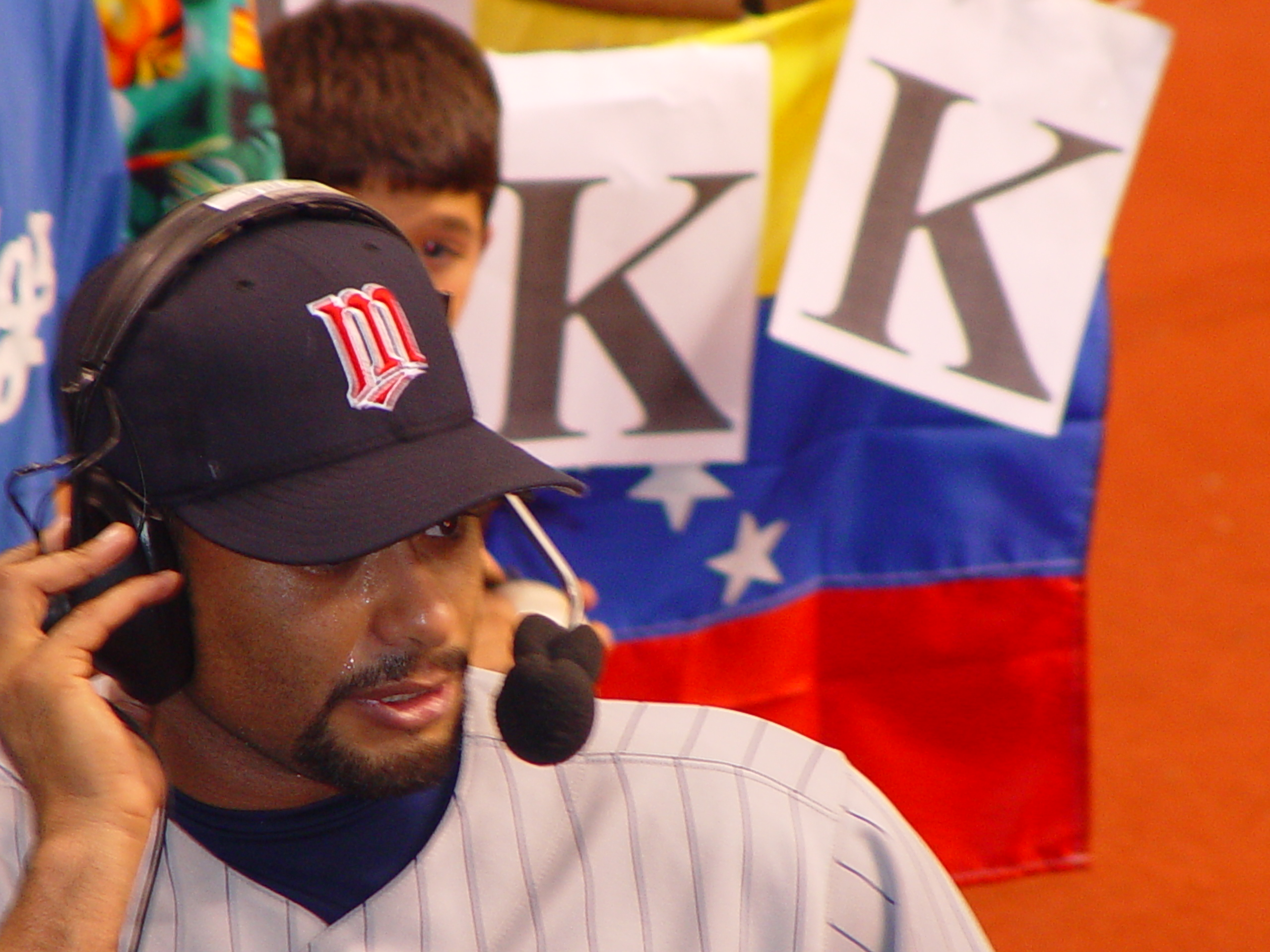
Johan Santana, gagnant à 8 reprises.

| Année | Mois      | Ligue nationale      | Équipe                    | Ligue américaine    | Équipe                |
| ----- | --------- | -------------------- | ------------------------- | ------------------- | --------------------- |
| 2000  | Avril     | Randy Johnson (6)    | Diamondbacks de l'Arizona | Pedro Martínez (6)  | Red Sox de Boston     |
| 2000  | Mai       | Garrett Stephenson   | Cardinals de Saint-Louis  | James Baldwin       | White Sox de Chicago  |
| 2000  | Juin      | Al Leiter (2)        | Mets de New York          | Cal Eldred (3)      | White Sox de Chicago  |
| 2000  | Juillet   | Jeff D'Amico         | Brewers de Milwaukee      | Roger Clemens (13)  | Yankees de New York   |
| 2000  | Août      | Russ Ortiz           | Giants de San Francisco   | Steve Sparks        | Tigers de Détroit     |
| 2000  | Septembre | Greg Maddux (7)      | Braves d'Atlanta          | Tim Hudson          | Athletics d'Oakland   |
| 2001  | Avril     | Wade Miller          | Astros de Houston         | Brad Radke (2)      | Twins du Minnesota    |
| 2001  | Mai       | Curt Schilling (2)   | Diamondbacks de l'Arizona | Pedro Martínez (7)  | Red Sox de Boston     |
| 2001  | Juin      | Greg Maddux (8)      | Braves d'Atlanta          | Roger Clemens (14)  | Yankees de New York   |
| 2001  | Juillet   | Greg Maddux (9)      | Braves d'Atlanta          | Mark Mulder         | Athletics d'Oakland   |
| 2001  | Août      | Javier Vázquez       | Expos de Montréal         | Barry Zito          | Athletics d'Oakland   |
| 2001  | Septembre | Woody Williams       | Cardinals de Saint-Louis  | Barry Zito (2)      | Athletics d'Oakland   |
| 2002  | Avril     | Randy Johnson (7)    | Diamondbacks de l'Arizona | Derek Lowe          | Red Sox de Boston     |
| 2002  | Mai       | Curt Schilling (3)   | Diamondbacks de l'Arizona | Bartolo Colón (2)   | Indians de Cleveland  |
| 2002  | Juin      | Éric Gagné           | Dodgers de Los Angeles    | Mark Mulder (2)     | Athletics d'Oakland   |
| 2002  | Juillet   | Curt Schilling (4)   | Diamondbacks de l'Arizona | Pedro Martínez (8)  | Red Sox de Boston     |
| 2002  | Août      | Roy Oswalt           | Astros de Houston         | Cory Lidle          | Athletics d'Oakland   |
| 2002  | Septembre | Randy Johnson (8)    | Diamondbacks de l'Arizona | Andy Pettitte (2)   | Yankees de New York   |
| 2003  | Avril     | Shawn Chacón         | Rockies du Colorado       | Esteban Loaiza      | White Sox de Chicago  |
| 2003  | Mai       | Kevin Brown          | Dodgers de Los Angeles    | Roy Halladay        | Blue Jays de Toronto  |
| 2003  | Juin      | Dontrelle Willis     | Marlins de la Floride     | Freddy García       | Mariners de Seattle   |
| 2003  | Juillet   | Liván Hernández      | Expos de Montréal         | José Lima           | Royals de Kansas City |
| 2003  | Août      | Mark Prior           | Cubs de Chicago           | Johan Santana       | Twins du Minnesota    |
| 2003  | Septembre | Mark Prior (2)       | Cubs de Chicago           | Roy Halladay (2)    | Blue Jays de Toronto  |
| 2004  | Avril     | Roger Clemens (15)   | Astros de Houston         | Kevin Brown         | Yankees de New York   |
| 2004  | Mai       | Jason Schmidt        | Giants de San Francisco   | Mark Buehrle        | White Sox de Chicago  |
| 2004  | Juin      | Carl Pavano          | Marlins de la Floride     | Mark Mulder (3)     | Athletics d'Oakland   |
| 2004  | Juillet   | Russ Ortiz (2)       | Braves d'Atlanta          | Johan Santana (2)   | Twins du Minnesota    |
| 2004  | Août      | Jake Peavy           | Padres de San Diego       | Johan Santana (3)   | Twins du Minnesota    |
| 2004  | Septembre | Carlos Zambrano      | Cubs de Chicago           | Johan Santana (4)   | Twins du Minnesota    |
| 2005  | Avril     | Dontrelle Willis (2) | Marlins de la Floride     | Jon Garland         | White Sox de Chicago  |
| 2005  | Mai       | Trevor Hoffman       | Padres de San Diego       | Kenny Rogers        | Rangers du Texas      |
| 2005  | Juin      | Chad Cordero         | Nationals de Washington   | Mark Buehrle (2)    | White Sox de Chicago  |
| 2005  | Juillet   | Andy Pettitte (3)    | Astros de Houston         | Barry Zito (3)      | Athletics d'Oakland   |
| 2005  | Août      | Noah Lowry           | Giants de San Francisco   | Bartolo Colón (3)   | Angels de Los Angeles |
| 2005  | Septembre | Andy Pettitte (4)    | Astros de Houston         | José Contreras      | White Sox de Chicago  |
| 2006  | Avril     | Greg Maddux (10)     | Cubs de Chicago           | José Contreras (2)  | White Sox de Chicago  |
| 2006  | Mai       | Jason Schmidt (2)    | Giants de San Francisco   | CC Sabathia         | Indians de Cleveland  |
| 2006  | Juin      | Chris Young          | Padres de San Diego       | Johan Santana (5)   | Twins du Minnesota    |
| 2006  | Juillet   | Carlos Zambrano (2)  | Cubs de Chicago           | John Lackey         | Angels de Los Angeles |
| 2006  | Août      | Derek Lowe (2)       | Dodgers de Los Angeles    | Esteban Loaiza (2)  | Athletics d'Oakland   |
| 2006  | Septembre | Roy Oswalt (2)       | Astros de Houston         | Johan Santana (6)   | Twins du Minnesota    |
| 2007  | Avril     | John Maine           | Mets de New York          | Roy Halladay (3)    | Blue Jays de Toronto  |
| 2007  | Mai       | Jake Peavy (2)       | Padres de San Diego       | Dan Haren           | Athletics d'Oakland   |
| 2007  | Juin      | Ben Sheets           | Brewers de Milwaukee      | J. J. Putz          | Mariners de Seattle   |
| 2007  | Juillet   | Carlos Zambrano (3)  | Cubs de Chicago           | Érik Bédard         | Orioles de Baltimore  |
| 2007  | Août      | Jake Peavy (3)       | Padres de San Diego       | Andy Pettitte       | Yankees de New York   |
| 2007  | Septembre | Jake Peavy (4)       | Padres de San Diego       | Fausto Carmona      | Indians de Cleveland  |
| 2008  | Avril     | Brandon Webb         | Diamondbacks de l'Arizona | Cliff Lee           | Indians de Cleveland  |
| 2008  | Mai       | Todd Wellemeyer      | Cardinals de Saint-Louis  | Scott Kazmir        | Rays de Tampa Bay     |
| 2008  | Juin      | Dan Haren (2)        | Diamondbacks de l'Arizona | John Lackey (2)     | Angels de Los Angeles |
| 2008  | Juillet   | CC Sabathia (2)      | Brewers de Milwaukee      | Jon Lester          | Red Sox de Boston     |
| 2008  | Août      | CC Sabathia (3)      | Brewers de Milwaukee      | Cliff Lee (2)       | Indians de Cleveland  |
| 2008  | Septembre | Johan Santana (7)    | Mets de New York          | Jon Lester (2)      | Red Sox de Boston     |
| 2009  | Avril     | Johan Santana (8)    | Mets de New York          | Zack Greinke        | Royals de Kansas City |
| 2009  | Mai       | Trevor Hoffman (2)   | Brewers de Milwaukee      | Justin Verlander    | Tigers de Détroit     |
| 2009  | Juin      | Tim Lincecum         | Giants de San Francisco   | Félix Hernández     | Mariners de Seattle   |
| 2009  | Juillet   | Wandy Rodríguez      | Astros de Houston         | Jarrod Washburn     | Mariners de Seattle   |
| 2009  | Août      | Chris Carpenter      | Cardinals de Saint-Louis  | CC Sabathia (4)     | Yankees de New York   |
| 2009  | Septembre | Jair Jurrjens        | Braves d'Atlanta          | Félix Hernández (2) | Mariners de Seattle   |

### 2010-2019

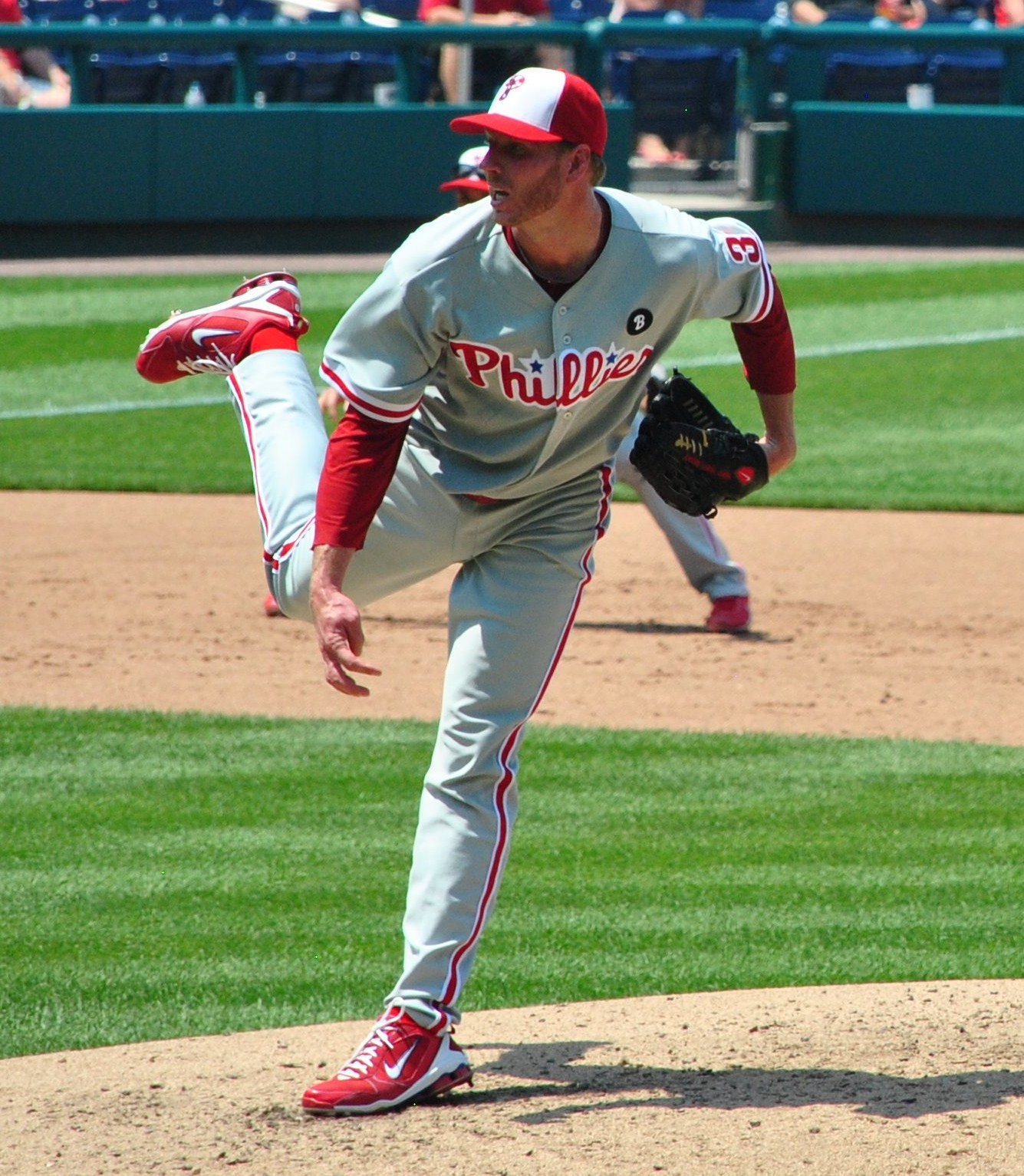
Roy Halladay, lanceur du mois à 4 reprises de 2003 à 2010.

| Année | Mois      | Ligue nationale       | Équipe                    | Ligue américaine      | Équipe                |
| ----- | --------- | --------------------- | ------------------------- | --------------------- | --------------------- |
| 2010  | Avril     | Ubaldo Jiménez        | Rockies du Colorado       | Francisco Liriano     | Twins du Minnesota    |
| 2010  | Mai       | Ubaldo Jiménez (2)    | Rockies du Colorado       | Jon Lester (3)        | Red Sox de Boston     |
| 2010  | Juin      | Josh Johnson          | Marlins de la Floride     | Cliff Lee (3)         | Mariners de Seattle   |
| 2010  | Juillet   | Roy Halladay (4)      | Phillies de Philadelphie  | Gavin Floyd           | White Sox de Chicago  |
| 2010  | Août      | Tim Hudson (2)        | Braves d'Atlanta          | Clay Buchholz         | Red Sox de Boston     |
| 2010  | Septembre | Derek Lowe (3)        | Braves d'Atlanta          | David Price           | Rays de Tampa Bay     |
| 2011  | Avril     | Josh Johnson (2)      | Marlins de la Floride     | Jered Weaver          | Angels de Los Angeles |
| 2011  | Mai       | Jair Jurrjens (2)     | Braves d'Atlanta          | Jeremy Hellickson     | Rays de Tampa Bay     |
| 2011  | Juin      | Cliff Lee (4)         | Phillies de Philadelphie  | Justin Verlander (2)  | Tigers de Détroit     |
| 2011  | Juillet   | Clayton Kershaw       | Dodgers de Los Angeles    | CC Sabathia (5)       | Yankees de New York   |
| 2011  | Août      | Cliff Lee (5)         | Phillies de Philadelphie  | Ricky Romero          | Blue Jays de Toronto  |
| 2011  | Septembre | Javier Vázquez (2)    | Marlins de la Floride     | Doug Fister           | Tigers de Détroit     |
| 2012  | Avril     | Stephen Strasburg     | Nationals de Washington   | Jake Peavy (5)        | White Sox de Chicago  |
| 2012  | Mai       | Gio Gonzalez          | Nationals de Washington   | Chris Sale            | White Sox de Chicago  |
| 2012  | Juin      | R. A. Dickey          | Mets de New York          | Matt Harrison         | Rangers du Texas      |
| 2012  | Juillet   | Jordan Zimmermann     | Nationals de Washington   | Jason Vargas          | Mariners de Seattle   |
| 2012  | Août      | Kris Medlen           | Braves d'Atlanta          | Félix Hernández (3)   | Mariners de Seattle   |
| 2012  | Septembre | Kris Medlen (2)       | Braves d'Atlanta          | Justin Verlander (3)  | Tigers de Détroit     |
| 2013  | Avril     | Matt Harvey           | Mets de New York          | Clay Buchholz (2)     | Red Sox de Boston     |
| 2013  | Mai       | Patrick Corbin        | Diamondbacks de l'Arizona | Jason Vargas (2)      | Angels de Los Angeles |
| 2013  | Juin      | Adam Wainwright       | Cardinals de Saint-Louis  | Bartolo Colón (4)     | Athletics d'Oakland   |
| 2013  | Juillet   | Clayton Kershaw (2)   | Dodgers de Los Angeles    | Chris Archer          | Rays de Tampa Bay     |
| 2013  | Août      | Zack Greinke          | Dodgers de Los Angeles    | Iván Nova             | Yankees de New York   |
| 2013  | Septembre | Kris Medlen (3)       | Braves d'Atlanta          | Ubaldo Jiménez (3)    | Indians de Cleveland  |
| 2014  | Avril     | José Fernández        | Marlins de Miami          | Sonny Gray            | Athletics d'Oakland   |
| 2014  | Mai       | Madison Bumgarner     | Giants de San Francisco   | Masahiro Tanaka       | Yankees de New York   |
| 2014  | Juin      | Clayton Kershaw (3)   | Dodgers de Los Angeles    | Félix Hernández (4)   | Mariners de Seattle   |
| 2014  | Juillet   | Clayton Kershaw (4)   | Dodgers de Los Angeles    | Sonny Gray (2)        | Athletics d'Oakland   |
| 2014  | Août      | Madison Bumgarner (2) | Giants de San Francisco   | Matt Shoemaker        | Angels de Los Angeles |
| 2014  | Septembre | Adam Wainwright (2)   | Cardinals de Saint-Louis  | Corey Kluber          | Indians de Cleveland  |
| 2015  | Avril     | Gerrit Cole           | Pirates de Pittsburgh     | Dallas Keuchel        | Astros de Houston     |
| 2015  | Mai       | Max Scherzer          | Nationals de Washington   | Dallas Keuchel (2)    | Astros de Houston     |
| 2015  | Juin      | Max Scherzer (2)      | Nationals de Washington   | Chris Sale (2)        | White Sox de Chicago  |
| 2015  | Juillet   | Clayton Kershaw (5)   | Dodgers de Los Angeles    | Scott Kazmir (2)      | Oakland et Houston    |
| 2015  | Août      | Jake Arrieta          | Cubs de Chicago           | Dallas Keuchel (3)    | Astros de Houston     |
| 2015  | Septembre | Jake Arrieta (2)      | Cubs de Chicago           | Cody Anderson         | Indians de Cleveland  |
| 2016  | Avril     | Jake Arrieta (3)      | Cubs de Chicago           | Jordan Zimmermann (2) | Tigers de Détroit     |
| 2016  | Mai       | Clayton Kershaw (6)   | Dodgers de Los Angeles    | Rich Hill             | Athletics d'Oakland   |
| 2016  | Juin      | Jon Lester (4)        | Cubs de Chicago           | Danny Salazar         | Indians de Cleveland  |
| 2016  | Juillet   | Stephen Strasburg (2) | Nationals de Washington   | Justin Verlander (4)  | Tigers de Détroit     |
| 2016  | Août      | Kyle Hendricks        | Cubs de Chicago           | Corey Kluber (2)      | Indians de Cleveland  |
| 2016  | Septembre | Jon Lester (5)        | Cubs de Chicago           | Rick Porcello         | Red Sox de Boston     |
| 2017  | Avril     | Iván Nova (2)         | Pirates de Pittsburgh     | Dallas Keuchel (4)    | Astros de Houston     |
| 2017  | Mai       | Alex Wood             | Dodgers de Los Angeles    | Lance McCullers       | Astros de Houston     |
| 2017  | Juin      | Max Scherzer (3)      | Nationals de Washington   | Corey Kluber (3)      | Indians de Cleveland  |
| 2017  | Juillet   | Rich Hill (2)         | Dodgers de Los Angeles    | James Paxton          | Mariners de Seattle   |
| 2017  | Août      | Jake Arrieta (4)      | Cubs de Chicago           | Corey Kluber (4)      | Indians de Cleveland  |
| 2017  | Septembre | Stephen Strasburg (3) | Nationals de Washington   | Corey Kluber (5)      | Indians de Cleveland  |
| 2018  | Avril     | Max Scherzer (4)      | Nationals de Washington   | Sean Manaea           | Athletics d'Oakland   |
| 2018  | Mai       | Max Scherzer (5)      | Nationals de Washington   | Justin Verlander (5)  | Astros de Houston     |
| 2018  | Juin      | Jon Lester (6)        | Cubs de Chicago           | Chris Sale (3)        | Red Sox de Boston     |
| 2018  | Juillet   | Zack Greinke (3)      | Diamondbacks de l'Arizona | Chris Sale (4)        | Red Sox de Boston     |
| 2018  | Août      | Cole Hamels           | Cubs de Chicago           | Blake Snell           | Rays de Tampa Bay     |
| 2018  | Septembre | Germán Márquez        | Rockies du Colorado       | Blake Snell (2)       | Rays de Tampa Bay     |
| 2019  | Avril     | Luis Castillo         | Reds de Cincinnati        | Tyler Glasnow         | Rays de Tampa Bay     |
| 2019  | Mai       | Ryu Hyun-jin          | Dodgers de Los Angeles    | Lucas Giolito         | White Sox de Chicago  |
| 2019  | Juin      | Max Scherzer (6)      | Nationals de Washington   | Gerrit Cole (2)       | Astros de Houston     |
| 2019  | Juillet   | Stephen Strasburg (4) | Nationals de Washington   | Gerrit Cole (3)       | Astros de Houston     |
| 2019  | Août      | Jack Flaherty         | Cardinals de Saint-Louis  | Mike Clevinger        | Indians de Cleveland  |
| 2019  | Septembre | Jack Flaherty (2)     | Cardinals de Saint-Louis  | Gerrit Cole (4)       | Astros de Houston     |

### 2020-2029
| Année | Mois           | Ligue nationale     | Équipe                   | Ligue américaine   | Équipe               |
| ----- | -------------- | ------------------- | ------------------------ | ------------------ | -------------------- |
| 2020  | Juillet / août | Yu Darvish          | Cubs de Chicago          | Shane Bieber       | Indians de Cleveland |
| 2020  | Septembre      | Trevor Bauer        | Reds de Cincinnati       | Chris Bassitt      | Athletics d'Oakland  |
| 2011  | Avril          | Jacob deGrom        | Mets de New York         | Gerrit Cole (5)    | Yankees de New York  |
| 2011  | Mai            | Kevin Gausman       | Giants de San Francisco  | Rich Hill (3)      | Rays de Tampa Bay    |
| 2011  | Juin           | Jacob deGrom (2)    | Mets de New York         | Sean Manaea (2)    | Athletics d'Oakland  |
| 2011  | Juillet        | Walker Buehler      | Dodgers de Los Angeles   | Jameson Taillon    | Yankees de New York  |
| 2011  | Août           | Adam Wainwright (3) | Cardinals de Saint-Louis | Robbie Ray         | Rays de Tampa Bay    |
| 2011  | Septembre      | Max Fried           | Braves d'Atlanta         | Frankie Montas     | Athletics d'Oakland  |
| 2022  | Avril          | Pablo Lopez (en)    | Marlins de Miami         | Logan Gilbert (en) | Mariners de Seattle  |
| 2022  | Mai            | Zack Wheeler        | Phillies de Philadelphie | Martín Pérez       | Rangers du Texas     |
| 2022  | Juin           | Sandy Alcántara     | Marlins de Miami         | Dylan Cease        | White Sox de Chicago |
| 2022  | Juillet        |                     |                          |                    |                      |
| 2022  | Août           |                     |                          |                    |                      |
| 2022  | Septembre      |                     |                          |                    |                      |